# Голан против Холдера
Голан и другие против Холдера и других (англ. Golan, et al., v. Holder (Attorney General), et al.) — судебный процесс, рассмотренный Верховным судом США. Иск был подан 19 сентября 2001 года, поставив вопрос о конституционности применения раздела 514 Закона о соглашениях Уругвайского раунда (англ. Uruguay Round Agreements Act), который стремился уравнять защиту авторских прав на международном уровне. В Соединенных Штатах Закон восстановил статус авторских прав на иностранные произведения, ранее находившиеся в общественном достоянии. Двумя основными аргументами против применения Закона было то, что восстановление авторского права нарушает «ограниченное время», упомянутое в Конституции США об авторском праве (Статья I, раздел 8, пункт 8), и что восстановление авторского права на работы, которые перешли в общественное достояние препятствует Первой поправке к Конституции США (о свободе слова).
18 января 2012 Верховный суд США постановил, что раздел 514 Закона о соглашениях не превышает полномочия Конгресса США, и суд подтвердил решение суда низшей инстанции (6 судей за, 2 против), с мнением, написанной судьёй Рут Гинзбург. Практическим эффектом решения стало то, что оно подтвердило, что произведения, которые ранее были свободны в использовании, например, симфоническая сказка Прокофьева «Петя и волк», больше не находятся в общественном достоянии, и могут использоваться только с разрешения владельца авторских прав, например, через платное лицензирование.